# Itame unilineata
Itame unilineata là một loài bướm đêm trong họ Geometridae.